# Haszegava Kenta
Haszegava Kenta (Sizuoka, 1965. szeptember 25. –) japán válogatott labdarúgó.
A japán válogatott tagjaként részt vett az 1995-ös konföderációs kupán.

## Statisztika
| Japán válogatott | Japán válogatott | Japán válogatott |
| Időszak          | Mérk.            | gól              |
| ---------------- | ---------------- | ---------------- |
| 1989             | 11               | 2                |
| 1990             | 6                | 1                |
| 1991             | 0                | 0                |
| 1992             | 0                | 0                |
| 1993             | 5                | 0                |
| 1994             | 2                | 0                |
| 1995             | 3                | 1                |
| Összesen         | 27               | 4                |